# Serge de Poucques
Serge de Poucques est un producteur de cinéma.
Il est cofondateur avec Sylvain Goldberg de la société de production Nexus Factory qu'il quitte en 2018.
Fin 2019 il crée, avec Romain Lévy, Even Better Pictures société de production française, basée à Paris.
Il est également auteur de la pièce de théâtre "Casanova ma fuite des plombs" (Théâtre le Public - Bruxelles)

## Filmographie

### Cinéma
- 2007 : Max et Compagnie
- 2009 : La Véritable Histoire du Chat Botté
- 2009 : J'ai oublié de te dire...
- 2010 : À bout portant
- 2010 : Libre échange
- 2010 : Conduite intérieure
- 2010 : Bambino
- 2011 : Nicostratos le pélican
- 2011 : JC comme Jésus Christ
- 2011 : Les Lyonnais
- 2011 : Les Tribulations d'une caissière
- 2011 : Hollywoo
- 2012 : Cloclo
- 2012 : Le Prénom
- 2012 : Cendrillon au Far West
- 2012 : Mauvaise Fille
- 2012 : Dead Man Talking
- 2013 : Boule et Bill
- 2013 : Au bonheur des ogres
- 2013 : Le jour attendra
- 2014 : Ablations
- 2014 : Un illustre inconnu
- 2015 : Papa ou Maman
- 2015 : Pourquoi j'ai pas mangé mon père
- 2015 : Connasse, princesse des cœurs
- 2015 : Un début prometteur
- 2015 : Vicky
- 2016 : La Tour de contrôle infernale
- 2016 : Saint Amour
- 2016 : Les Visiteurs : La Révolution
- 2016 : L'Idéal
- 2016 : Le Correspondant
- 2016 : Tamara
- 2016 : La Folle Histoire de Max et Léon
- 2016 : Il a déjà tes yeux
- 2016 : Comment je rencontré mon père
- 2016 : Papa ou Maman 2
- 2016 : Overdrive
- 2017 : Baba Yaga
- 2017 : Boule et Bill 2

### Télévision
- 2011 : Bxl/Usa
- 2012 : On se quitte plus
- 2012 : Groove High
- 2014 : Sammy et Co